# انتخابات ریاست جمهوری فرانسه (۱۹۶۹)

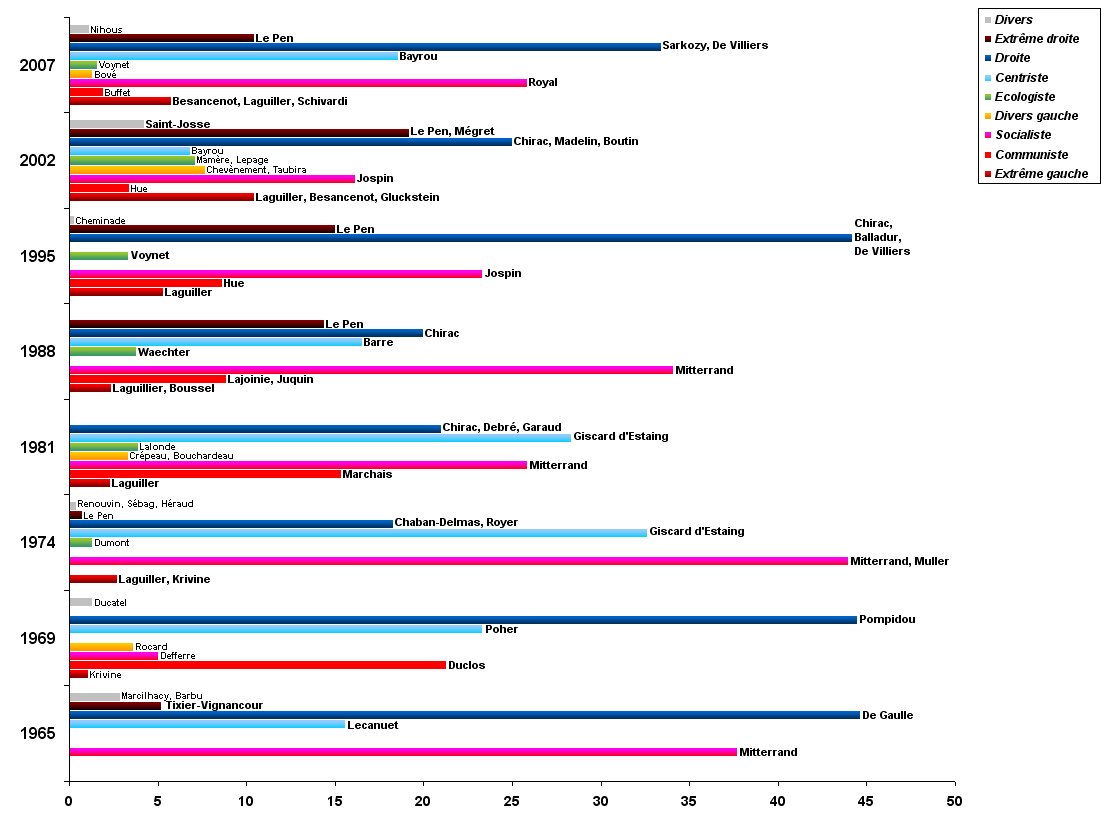
آمار رای به نمایندگان در دور اول انتخابات ریاست جمهوری فرانسه در سال 1969

انتخابات ریاست جمهوری ۱۹۶۹ فرانسه در ۱ و ۱۵ ژوئن ۱۹۶۹ برگزار شد. این انتخابات به دلیل استعفای شارل دوگل رئیس جمهور در ۲۸ آوریل ۱۹۶۹ رخ داد.دوگل تصمیم گرفته بود با همه پرسی در مورد منطقه ای شدن و اصلاح سنا با رای دهندگان مشورت کند و اعلام کرده بود که در صورت رای منفی "نه" استعفا می دهد. در ۲۷ آوریل ، ۵۳.۵ درصد از رای دهندگان "نه" رای داده بودند.در انتخابات ریاست جمهوری ، حزب گالیست (اتحادیه دموکرات ها برای جمهوری ، UDR) توسط نخست وزیر سابق ژرژ پمپیدو نماینده بود. وی به دلیل رشد اقتصادی هنگام رهبری کابینه (از ۱۹۶۲ تا ۱۹۶۸) و نقش خود در حل بحران ۶۸ مه و برنده شدن در مبارزات انتخاباتی قانونگذاری ژوئن ۱۹۶۸ در رای دهندگان محافظه کار بسیار محبوب بود. وی در مبارزات انتخاباتی ریاست جمهوری خود از حمایت جمهوریخواهان مستقل و رهبر آنها والری ژیسکاردستن ، که در همه پرسی "نه" رای داده بودند ، برخوردار شد.حزب کمونیست چپ گرای فرانسه (PCF) به بخش فرانسوی انترناسیونال کارگری (SFIO ، که بعداً حزب سوسیالیست را تشکیل داد) پیشنهاد کرد تا نامزدی با برنامه مشترک ارائه دهد ، اما SFIO نپذیرفت. در این انتخابات چپ ها به شدت دچار اختلاف شدند. نامزد PCF ژاک دوکلو ، یکی از رهبران تاریخی حزب بود. شهردار مارسی ، گاستون دفر ، نامزد SFIO بود و با پیر مندس فرانسه ، که اگر دفر به ریاست جمهوری انتخاب می شد ، نخست وزیر می شد ، مبارزات انتخاباتی داشت.

## دور اول
دور اول رأی گیری در ۱ ژوئن ۱۹۶۹ برگزار شد. از مجموع ۲۸،۷۷۴،۰۴۱ واجد شرایط رای ، مشارکت در دور اول حدود ۷۸ درصد از رای دهندگان را در برگرفت. پومپیدو و پوهر با کسب ۴۳.۹٪ و ۲۳.۴٪ آرا به ترتیب  به دور دوم راه یافتند

## دور دوم
دور دوم پمپیدو و پوهر به رقابت پرداختند. با وجود مبارزات انتخاباتی خوب و نتیجه دوکلوس ، که بهترین نتیجه را برای کمونیست ها در انتخابات ریاست جمهوری به دست آورد ، هیچ یک از نامزدهای چپ به دور دوم نرسیدند. سوسیالیست ها با اکراه از رئیس مرکزگرای سنا حمایت کردند. کمونیست ها از انتخاب خودداری کردند و از شعاری استفاده کردند که معادل عبارت "این شش نفر از یکی دیگر و دیگری است" (c'est bonnet blanc et blanc bonnet) بود
.دور دوم در ۱۵ ژوئن ۱۹۶۹ برگزار شد. حدود ۶۹ درصد واجدین شرایط رای دادند. پمپیدو با اکثریت نسبی بیش از ۵۸ درصد به عنوان رئیس جمهور فرانسه انتخاب شد.